# Вольер (Павловский парк)
Вольер (Птичник, Павильон Гонзаго, Пташий дом) — памятник архитектуры. Расположен в Павловске, в центральном районе Павловского парка. Был построен по проекту Чарлза Камерона в 1782—1783 годах.
Одноэтажное здание из трёх соединённых между собой сквозными галереями-колоннадами залов. Дорические колонны стоят попарно, у них разный размер (большой ордер в колоннаде, в интерьерах и в центре фасада — малый, восемь больших колонн сделаны из кирпича, а четырнадцать малых — из пудостского камня, все они оштукатурены, но предположительно малые колонны покрыты штукатуркой позднее), кирпичные оштукатуренные пилястры каннелированы на две трети, антаблемент облегчён. Центральная часть в плане квадратная, её фасады, главный из которых выходит на юго-запад, украшены портиками с фронтонами (у здания восемь фронтонов, что необычно), а сверху расположен барабан с четырьмя полукруглыми окнами и куполом. Из декоративных деталей фасады украшены большими розетками, орнаментами тяг и малыми розетками во фризах над колоннами.
Внутри среднего зала была монохромная роспись и зеркала в лепных рамках, стояли мягкие диваны, занавеси были подобраны в цвет мебели, сделанной в мастерской Ж.-Б. Шарлеманя. Использован искусственный мрамор и барельефы, роспись с арабесками, растениями и амурами была сделана под руководством В. Бренны И. Рудольфом и Иваном Ивановым. Стены были оштукатурены и снаружи, и внутри, и стены, и архитравы оформлены карнизами, цоколь облицован путиловским известняком. В боковых объёмах сделано сводчатое перекрытие, центральном зале — купольное, в галереях — плоское.
Колонны галерей были затянуты в сетки и увиты растениями, в одной из них летали певчие птицы (соловьи, малиновки, чижи и щеглы), в другой проходили танцы, обеды и ужины. Боковые кабинеты в 1783 году приспособили для выставки античных пеплохранилищ и надгробий, И. Иванов (и Ф. Мясников) по заказу В. Бренны в 1784 году расписал их в стиле Древнего Рима.
Когда галереи-птичники наскучили, Мария Фёдоровна выпустила их на волю и вольер стал цветочной беседкой. По проекту П. Д. Шретера и П. Висконти перед ним были построены оранжереи (их сломали в 1862 году и построили на их месте веранды, уничтоженные, в свою очередь, в 1885 году). В 1807 году А. Н. Воронихин изменил отделку боковых залов вольера, в одном из них вместо окна был сделан камин. Новую роспись стен произвёл П. Скотти. В 1816 году павильон расписывал П. Гонзаго.
В 1863 году между существовавшими тогда верандами вырыли пруд, в центре которого поставили скульптуру Афродиты Каллипиги, а с одного из краёв — статую Актеона.
Павильон реставрировали в 1940 году, во время Великой Отечественной войны он был повреждён осколками, статуи с пруда были похищены. К 1964 году в павильоне была библиотека-читальня. Реставрационные работы прошли в 1968 году. Последняя реставрация, включающая укрепление фундаментов, прошла в 2014 году.